# Baltersweiler
Baltersweiler ist ein Ortsteil der Gemeinde Namborn im Landkreis St. Wendel im Saarland und bildet einen eigenen Gemeindebezirk. Bis Ende 1973 war Baltersweiler eine eigenständige Gemeinde.

## Geographie
Baltersweiler liegt im waldreichen Hügelland zwischen Blies und Nahe etwa 4 km von der Kreisstadt St. Wendel entfernt.

Der Todtbach fließt durch Baltersweiler.

## Geschichte
Keltische Funde lassen auf eine sehr frühe Besiedlung schließen. Dass auch die Römer im Ort siedelten, ist durch die Ausgrabung eines von ihnen errichteten Landhauses, einer villa rustica, in den Jahren 1892 und 1925 im Bereich des jetzigen Eisenbahnhaltepunktes belegt. Die erste urkundliche Erwähnung erfolgte im Jahre 1304 als Balterswilre. Nach dem Dreißigjährigen Krieg fiel der Ort wüst und wurde erst 1697 wieder besiedelt.
Im Rahmen der saarländischen Gebiets- und Verwaltungsreform wurde die bis dahin eigenständige Gemeinde Baltersweiler am 1. Januar 1974 der Gemeinde Namborn zugeordnet.
Verwaltungszugehörigkeit nach 1794:

- 1798 bis 1814 - Mairie Walhausen
- 1814 bis 10. Januar 1817 - Bürgermeisterei Walhausen
- 11. Januar 1817 bis 30. September 1823 - Bürgermeisterei Namborn
- 1. Oktober 1823 bis 31. Dezember 1835 - Bürgermeisterei Bliesen
- 1. Januar 1836 bis 22. März 1920 - Bürgermeisterei Oberkirchen
- 23. März 1920 bis 6. Mai 1921 - Bürgermeisterei Oberkirchen-Süd
- 7. Mai 1921 bis 31. Juli 1935 - Bürgermeisterei Namborn
- 1. August 1935 bis 25. Februar 1947 - Amt Namborn
- 26. Februar 1947 bis 30. April 1947 - Verwaltungsbezirk Namborn
- 1. Mai 1947 bis 31. August 1951 - Verwaltungsbezirk St. Wendel-Land
- 1. September 1951 bis 30. Juni 1952 - Amt St. Wendel-Land
- 1. Juli 1952 bis 31. Dezember 1973 - Amt Oberkirchen-Namborn
- 1. Januar 1974 bis heute - Gemeinde Namborn

### Pfarrzugehörigkeit
Pfarrei St. Wendelin, St. Wendel, 1931 zur neuen Pfarrei St. Anna in Alsfassen, 1942 Errichtung der Expositur Baltersweiler, 1942 Vikarie Baltersweiler, 1946 Errichtung der Kirchengemeinde, 1950 Pfarrvikarie, 1952 Umpfarrung von Hofeld (Pfarrei Furschweiler) in die Kirchengemeinde Baltersweiler, 1954 Errichtung der Pfarrgemeinde Baltersweiler

### Einwohnerzahlen
- 1787 = 144 Einwohner - Amt St. Wendel (Kurfürstentum Trier)[5]
- 1819 = 220 Einwohner - Bürgermeisterei Namborn (Fürstentum Lichtenberg/Herzogtum Sachsen-Coburg) - 28 Häuser[6]
- 1843 = 325 Einwohner - Bürgermeisterei Oberkirchen (Rheinprovinz/Königreich Preußen) - 55 Wohnhäuser[7]
- 17. Mai 1939 = 746 Einwohner - Amt Namborn (Saarland) - Volkszählung 1939[8]
- 14. November 1951 = 838 Einwohner - Amt St. Wendel-Land - Volkszählung 1951
- 6. Juni 1961 = 978 Einwohner - Amt Oberkirchen-Namborn - Volkszählung 1961 - 194 Wohngebäude[9]
- 27. Mai 1970 = 1096 Einwohner - Amt Oberkirchen-Namborn - Volkszählung 1970
- 31. Dezember 1973 = 1061 Einwohner - Amt Oberkirchen-Namborn - Gebiets- und Verwaltungsreform zum 1. Januar 1974[10]
- 25. Mai 1987 = 1123 Einwohner - Gemeinde Namborn - Volkszählung 1987[11]

## Politik

### Gemeindebezirk
Der Ortsrat mit neun Sitzen setzt sich nach der Kommunalwahl vom 9. Juni 2024 bei einer Wahlbeteiligung von 75,28 % wie folgt zusammen:
- CDU: 40,12 % = 4 Sitze
- SPD: 51,01 % = 5 Sitze
- Freie Liste Namborn: 8,86 % = 0 Sitze

### Ortsvorsteher
- 1974 bis 2001: Ralph Dörr, CDU
- 2002 bis 2014: Rudi Schwarz, CDU
- 2014 bis 28. November 2018: Sascha Hilpüsch, SPD
- 18. Dezember 2018 bis .....: Mark Klein, SPD

### Ortswappen
Baltersweiler besitzt seit 1985 ein Ortswappen.

Beschreibung: „Durch eine eingebogene Spitze gespalten; Vorne in Silber ein durchgehendes rotes Kreuz, hinten in Silber ein goldgekrönter, rotbewhrter und rotgezungter blauer Löwe, unten in Rot fünf kreisförmig gelegte silberne Rosen.“

## Wirtschaft und Infrastruktur

### Verkehr
Der Ort hat einen Haltepunkt an der Nahetalbahn und wird durch die Linie RB 73 bedient. Durch den Ort führt die Skulpturenstraße. Durch Baltersweiler verläuft die von den Römern geschaffene Verbindung vom Rhein bei Straßburg an die Mosel, die „Alte Trierer Straße“, die mittlerweile Teil des Saarland-Rundwanderweges geworden ist.

## Kultur und Sehenswürdigkeiten
- Die Wendalinushöhle ist ein anerkanntes Naturdenkmal.
- Wahrzeichen des Ortes ist die 1950 erbaute Pfarrkirche „St. Willibrord“ mit 40 m hohem Kirchturm.
- 1971 fand auf einem Hügel in Ortsnähe ein internationales Steinbildhauersymposium statt, wovon heute noch die Skulpturenstraße erhalten ist.

## Persönlichkeiten
- Aloys Ohlmann, Maler
- Änne Meier (Hänze Ännchen) - Namensgeber der Änne-Meier-Schule in Baltersweiler
- Maria Meier (Meiersch Marieche) - Gemeinde-Krankenschwester
- Alfred Bick, Altbürgermeister - Träger des Bundesverdienstkreuzes